# Смирнов, Анатолий Николаевич
Анатолий Николаевич Смирнов (род. 21 марта 1954 года, Буй, Костромская область) — российский политический и государственный деятель. Префект Зеленоградского административного округа Москвы с 24 января 2000 года.

## Биография
Анатолий Николаевич Смирнов родился 21 марта 1954 года. В 1977 году окончил Московский институт электронной техники, а в 1989 – Высшую партийную школу.
После окончания института он получил распределение в НИИ микроприборов. Работал заведующим отделом, был секретарём Зеленоградского райкома ВЛКСМ. В периоды с 1980 по 1982 и с 1985 по 1990 годы избирался депутатом Зеленоградского горсовета. В 1982 году назначен инструктором орготдела в Зеленоградский райком КПСС, а затем помощником первого секретаря райкома. С 1987 по 1990 годы — заместитель председателя исполкома Зеленоградского горсовета народных депутатов.
В 1998 году Смирнов стал первым заместителем префекта Зеленограда по вопросам экономики, промышленности, финансов, внешних связей и СМИ.
24 января 2000 года назначен на должность префекта Зеленоградского административного округа.
После отставки Юрия Лужкова с поста мэра Москвы в сентябре 2010 года, Анатолий Смирнов, остаётся единственным действующим префектом в команде Сергея Собянина по состоянию на 2025 год.

## Личная жизнь
Женат. Есть дочь и четыре внука.

## Награды
Анатолий Смирнов имеет Орден Почёта, Орден Дружбы, является Лауреатом премии правительства России в области науки и техники.
Кавалер ордена ДОСААФ России "За заслуги" I степени за личный вклад в дело укрепления обороноспособности страны, военно-патриотическое воспитание молодежи, развитие технических и военно-прикладных видов спорта. 